# Aydın Büyükşehir Belediye Spor Kulübü 2023-2024
Questa voce raccoglie le informazioni riguardanti l'Aydın Büyükşehir Belediye Spor Kulübü nelle competizioni ufficiali della stagione 2023-2024.

## Stagione
L'Aydın Büyükşehir Belediye Spor Kulübü non utilizza alcuna denominazione sponsorizzata nella stagione 2023-24.
Si classifica al decimo posto nella regular season di Sultanlar Ligi, mancando l'accesso ai play-off, mentre in Coppa di Turchia non riesce a superare la fase a gironi.

## Organigramma societario
Area direttiva
- Presidente: Polat Bora Mersin

Area tecnica
- Allenatore: Alper Hamurcu
- Allenatore in seconda: Görkem Kazan
- Assistente allenatore: Özgür Dükel, Onur Işçi
- Scoutman: Burak Kaya

## Rosa
| N° | Nome              | Ruolo | Data di nascita   | Nazionalità sportiva |
| -- | ----------------- | ----- | ----------------- | -------------------- |
| 1  | Lauren Carlini    | P     | 28 febbraio 1995  | Stati Uniti          |
| 3  | Selin Adalı       | L     | 11 giugno 2003    | Turchia              |
| 4  | Ecenur Aksoy      | C     | 5 dicembre 1997   | Turchia              |
| 5  | Firdevs Kiremitçi | C     | 29 giugno 1999    | Turchia              |
| 6  | Özge Yurtdagülen  | C     | 6 agosto 1993     | Turchia              |
| 7  | Fatma Yıldırım    | S     | 3 gennaio 1990    | Turchia              |
| 9  | Çağla Salih       | P     | 5 aprile 2002     | Turchia              |
| 10 | Simay Cinbaz      | P     | 30 settembre 2002 | Turchia              |
| 10 | Valerija Nud'ha   | S     | 12 dicembre 2002  | Ucraina              |
| 11 | Gizem Düzeltir    | L     | 15 aprile 1996    | Turchia              |
| 12 | Tuğçe Ceyhan      | S     | 3 giugno 1995     | Turchia              |
| 14 | Ayşe Çürük        | S     | 4 ottobre 2001    | Turchia              |
| 16 | Anna Nicoletti    | O     | 3 gennaio 1996    | Italia               |
| 17 | Sara Loda         | S     | 22 agosto 1990    | Italia               |
| 35 | İlayda Uçak       | C     | 28 novembre 2002  | Turchia              |

## Statistiche

### Statistiche di squadra
| Competizione     | Punti | In casa | In casa | In casa | In trasferta | In trasferta | In trasferta | Totale | Totale | Totale |
| Competizione     | Punti | G       | V       | P       | G            | V            | P            | G      | V      | P      |
| ---------------- | ----- | ------- | ------- | ------- | ------------ | ------------ | ------------ | ------ | ------ | ------ |
| Sultanlar Ligi   | 28    | 13      | 6       | 7       | 13           | 2            | 11           | 26     | 8      | 18     |
| Coppa di Turchia | 5     | -       | -       | -       | -            | -            | -            | 3      | 2      | 1      |
| Totale           | -     | 13      | 6       | 7       | 13           | 2            | 11           | 29     | 10     | 19     |

G = partite giocate; V = partite vinte; P = partite perse

### Statistiche dei giocatori
| Giocatrice     | Campionato | Campionato | Campionato | Campionato | Campionato | Coppa di Turchia | Coppa di Turchia | Coppa di Turchia | Coppa di Turchia | Coppa di Turchia | Totale | Totale | Totale | Totale | Totale |
| Giocatrice     | P          | PT         | AV         | MV         | BV         | P                | PT               | AV               | MV               | BV               | P      | PT     | AV     | MV     | BV     |
| -------------- | ---------- | ---------- | ---------- | ---------- | ---------- | ---------------- | ---------------- | ---------------- | ---------------- | ---------------- | ------ | ------ | ------ | ------ | ------ |
| S. Adalı       | 26         | 0          | 0          | 0          | 0          | 3                | 0                | 0                | 0                | 0                | 29     | 0      | 0      | 0      | 0      |
| E. Aksoy       | 25         | 135        | 74         | 41         | 20         | 3                | 8                | 4                | 2                | 2                | 28     | 143    | 78     | 43     | 22     |
| L. Carlini     | 26         | 89         | 38         | 39         | 12         | 0                | 0                | 0                | 0                | 0                | 26     | 89     | 38     | 39     | 12     |
| T. Ceyhan      | 25         | 135        | 74         | 41         | 20         | 2                | 23               | 18               | 2                | 3                | 27     | 158    | 92     | 43     | 23     |
| S. Cinbaz      | 2          | 2          | 0          | 0          | 2          | 2                | 0                | 0                | 0                | 0                | 4      | 2      | 0      | 0      | 2      |
| A. Çürük       | 25         | 85         | 69         | 10         | 6          | 3                | 7                | 7                | 0                | 0                | 28     | 92     | 76     | 10     | 6      |
| G. Düzeltir    | 26         | 0          | 0          | 0          | 0          | 3                | 0                | 0                | 0                | 0                | 29     | 0      | 0      | 0      | 0      |
| F. Kiremitçi   | 12         | 11         | 4          | 6          | 1          | 2                | 0                | 0                | 0                | 0                | 14     | 11     | 4      | 6      | 1      |
| S. Loda        | 26         | 299        | 260        | 17         | 22         | 3                | 40               | 36               | 0                | 4                | 29     | 339    | 296    | 17     | 26     |
| A. Nicoletti   | 26         | 524        | 460        | 40         | 24         | 3                | 43               | 36               | 2                | 5                | 29     | 567    | 496    | 42     | 29     |
| V. Nud'ha      | 3          | 2          | 2          | 0          | 0          | -                | -                | -                | -                | -                | 3      | 2      | 2      | 0      | 0      |
| Ç. Salih       | 23         | 1          | 0          | 1          | 0          | 3                | 6                | 2                | 2                | 2                | 26     | 7      | 2      | 3      | 2      |
| İ. Uçak        | 5          | 16         | 9          | 5          | 2          | 2                | 15               | 10               | 5                | 0                | 7      | 31     | 19     | 10     | 2      |
| F. Yıldırım    | 26         | 261        | 225        | 27         | 9          | 3                | 23               | 20               | 3                | 0                | 29     | 284    | 245    | 30     | 9      |
| Ö. Yurtdagülen | 26         | 178        | 120        | 45         | 13         | 3                | 20               | 16               | 3                | 1                | 29     | 198    | 136    | 48     | 14     |

P = presenze; PT = punti totali; AV = attacchi vincenti; MV = muri vincenti; BV = battute vincenti